# Побудова Пелі
Побудова Пелі — це метод побудови матриць Адамара за допомогою скінченного поля. Побудову описав 1933 року англійський математик Реймонд Пелі.
Побудова Пелі використовує квадратичні лишки в скінченному полі GF(q), де q є степенем непарного простого числа. Є дві версії побудови, що залежать від того, q порівнянне з 1 чи 3 за модулем 4.

## Квадратний характер і матриця Якобсталя
Квадратний характер {\displaystyle \chi (a)} показує, чи є елемент a скінченного поля повним квадратом. Зокрема, {\displaystyle \chi (0)=0,\chi (a)=1}, якщо {\displaystyle a=b^{2}} для деякого ненульового елемента скінченного поля b, і {\displaystyle \chi (a)=-1}, якщо a не є квадратом будь-якого елемента скінченного поля. Наприклад, в GF(7) ненульовими квадратами є {\displaystyle 1=1^{2}=6^{2}}, {\displaystyle 4=2^{2}=5^{2}} і {\displaystyle 2=3^{2}=4^{2}}. Отже, {\displaystyle \chi (0)=0,\chi (1)=\chi (2)=\chi (4)=1} і {\displaystyle \chi (3)=\chi (5)=\chi (6)=-1}.
Матриця Якобсталя Q для {\displaystyle GF(q)} є {\displaystyle q{\times }q} матрицею з рядками і стовпцями, індексованими елементами скінченного поля, такою, що елемент у рядку a і стовпці b рівний {\displaystyle \chi (a-b)}. Наприклад, у GF(7), якщо рядки та стовпці матриці Якобсталя індексовані елементами поля 0, 1, 2, 3, 4, 5, 6, то
{\displaystyle Q={\begin{bmatrix}0&-1&-1&1&-1&1&1\\1&0&-1&-1&1&-1&1\\1&1&0&-1&-1&1&-1\\-1&1&1&0&-1&-1&1\\1&-1&1&1&0&-1&-1\\-1&1&-1&1&1&0&-1\\-1&-1&1&-1&1&1&0\end{bmatrix}}.}
Матриця Якобсталя має властивості {\displaystyle QQ^{T}=qE-J} і {\displaystyle QJ=JQ=0}, де E — {\displaystyle q{\times }q} одинична матриця, а J рівна {\displaystyle q{\times }q} матриці, в якій усі елементи дорівнюють −1. Якщо q порівнянне з 1 (mod 4), то −1 є квадратом у GF(q), звідки випливає, що Q є симетричною матрицею. Якщо q порівнянне з 3 (mod 4), то −1 не є квадратом і Q є кососиметричною матрицею. Якщо q — просте число, Q є циркулянтом. Тобто кожен рядок виходить з рядка вище циклічною перестановкою.

## Побудова Пелі I
Якщо q порівнянне з 3 (mod 4), то
{\displaystyle H=E+{\begin{bmatrix}0&j^{T}\\-j&Q\end{bmatrix}}}
є матрицею Адамара розміру {\displaystyle q+1}. Тут j — вектор-стовпець довжини q, що складається з −1, а E — {\displaystyle (q+1)\times (q+1)} одинична матриця. Матриця H є косоадамаровою матрицею, це означає, що вона задовольняє рівності {\displaystyle H+H^{T}=2E}.

## Побудова Пелі II
Якщо q порівнянне з 1 (mod 4), то матриця, отримана заміною всіх 0 у
{\displaystyle {\begin{bmatrix}0&j^{T}\\j&Q\end{bmatrix}}}
на матрицю
{\displaystyle {\begin{bmatrix}1&-1\\-1&-1\end{bmatrix}}},
а всіх елементів {\displaystyle {\pm }1} на матрицю
{\displaystyle \pm {\begin{bmatrix}1&1\\1&-1\end{bmatrix}}},
є матрицею Адамара розміру {\displaystyle 2(q+1)}. Це симетрична матриця Адамара.

## Приклади
Якщо застосувати побудову Пелі I до матриці Якобсталя для GF(7), отримаємо {\displaystyle 8{\times }8} матрицю Адамара,
```
11111111
-1--1-11
-11--1-1
-111--1-
--111--1
-1-111--
--1-111-
---1-111.

```

Як приклад побудови Пелі II, коли q є степенем простого, а не простим числом, розглянемо GF(9). Це розширення поля GF(3), отримане додаванням кореня незвідного квадратного многочлена. Різні незвідні квадратні многочлени дають еквівалентні поля. Якщо вибрати {\displaystyle x^{2}+x-1} і корінь a цього многочлена, дев'ять елементів GF(9) можна записати у вигляді {\displaystyle 0,1,-1,a,a+1,a-1,-a,-a+1,-a-1}. Ненульовими квадратами будуть {\displaystyle 1=({\pm }1)^{2},-a+1=({\pm }a)^{2},a-1=(\pm (a+1))^{2}} і {\displaystyle -1=(\pm (a-1))^{2}}. Матриця Якобсталя дорівнює
{\displaystyle Q={\begin{bmatrix}0&1&1&-1&-1&1&-1&1&-1\\1&0&1&1&-1&-1&-1&-1&1\\1&1&0&-1&1&-1&1&-1&-1\\-1&1&-1&0&1&1&-1&-1&1\\-1&-1&1&1&0&1&1&-1&-1\\1&-1&-1&1&1&0&-1&1&-1\\-1&-1&1&-1&1&-1&0&1&1\\1&-1&-1&-1&-1&1&1&0&1\\-1&1&-1&1&-1&-1&1&1&0\end{bmatrix}}.}

Це симетрична матриця, що складається з {\displaystyle 3\times 3} циркулярних блоків. Побудова Пелі II дає симетричну {\displaystyle 20\times 20} матрицю Адамара,
```
1- 111111 111111 111111
-- 1-1-1- 1-1-1- 1-1-1-

11 1-1111 ----11 --11--
1- --1-1- -1-11- -11--1
11 111-11 11---- ----11
1- 1---1- 1--1-1 -1-11-
11 11111- --11-- 11----
1- 1-1--- -11--1 1--1-1

11 --11-- 1-1111 ----11
1- -11--1 --1-1- -1-11-
11 ----11 111-11 11----
1- -1-11- 1---1- 1--1-1
11 11---- 11111- --11--
1- 1--1-1 1-1--- -11--1

11 ----11 --11-- 1-1111
1- -1-11- -11--1 --1-1-
11 11---- ----11 111-11
1- 1--1-1 -1-11- 1---1-
11 --11-- 11---- 11111-
1- -11--1 1--1-1 1-1---.

```

## Гіпотеза Адамара
Розмір матриці Адамара має дорівнювати 1, 2 або бути кратним 4. Добуток Кронекера двох матриць Адамара розмірів m і n буде матрицею Адамара розміру mn. При утворенні добутку Кронекера матриць з побудови Пелі і {\displaystyle 2\times 2} матриці,
{\displaystyle H_{2}={\begin{bmatrix}1&1\\1&-1\end{bmatrix}},}
виходять матриці Адамара будь-якого допустимого розміру аж до 100, за винятком 92. У статті 1933 Пелі каже: «Цілком імовірно, що у випадку, коли m ділиться на 4, можна побудувати ортогональну матрицю порядку m, що складається з {\displaystyle {\pm }1}, але загальна теорема має низку труднощів». Це, мабуть, перша публікація твердження гіпотези Адамара. Матрицю розміру 92, зрештою, побудували Баумерт, Ґоломб і Голл за допомогою побудови Вільямсона, поєднаної з комп'ютерним пошуком. Нині показано, що матриці Адамара існують для всіх {\displaystyle m\,\equiv \,0\mod 4} для {\displaystyle m<668}.